# Abell 2218

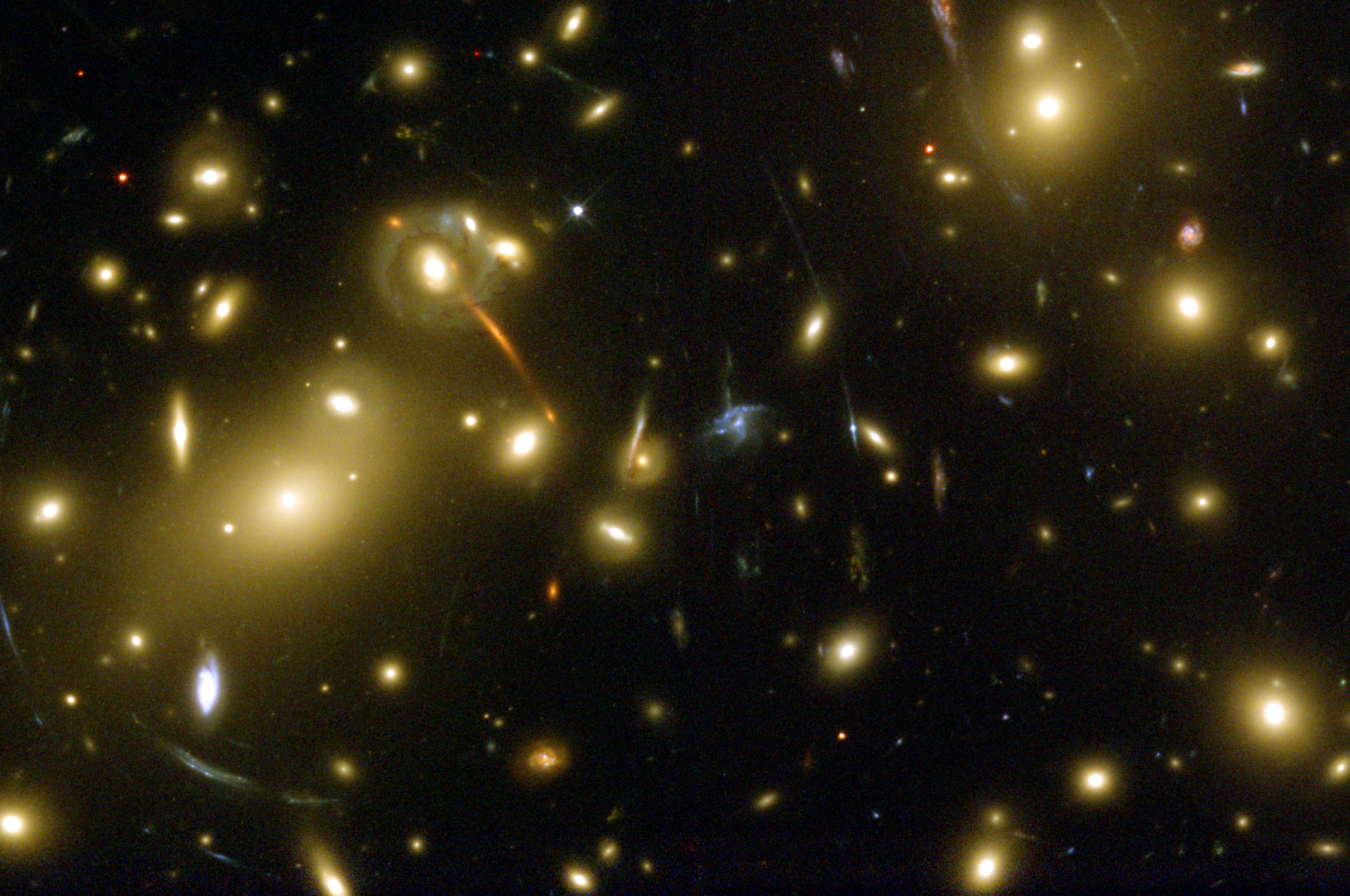
Zdjęcie gromady galaktyk Abell 2218 wykonane przez Kosmiczny Teleskop Hubble’a

Abell 2218 – gromada galaktyk znajdująca się w konstelacji Smoka w odległości około 2,1 mld lat świetlnych od Ziemi.
W gromadzie tej znajduje się tylko jeden obiekt zawierający duże zasoby wodoru atomowego. Wodór jest najpowszechniej występującym pierwiastkiem we Wszechświecie. W swojej najprostszej formie składa się on z jednego protonu i jednego elektronu. W obszarach, gdzie pierwiastek ten znajduje się w dostatecznie wysokiej temperaturze lub oświetlany jest odpowiednim promieniowaniem, możemy obserwować jego linie widmowe. Ten zaskakujący brak wodoru atomowego w gromadzie Abell 2218 rzuca znacznie więcej światła na ewolucję galaktyk w dużych i gęstych gromadach. Okazuje się, że galaktyki takie ewoluują znacznie szybciej niż na przykład obiekty w Grupie Lokalnej.
Gromada Abell 2218, oprócz odkryć związanych z ewolucją galaktyk, dostarczyła jeszcze jednego znaczącego odkrycia. Najdalszy zaobserwowany obiekt we wszechświecie oddalony jest od Ziemi o około 13,4 miliarda lat świetlnych. Obserwacji tej dokonano przez wykorzystanie soczewkowania grawitacyjnego. Jak wykazał Albert Einstein – w odpowiednio silnym polu grawitacyjnym promień światła zmienia swój bieg. Odległa galaktyka lub ich grupa może działać jak soczewka, światło od jeszcze dalszych obiektów ugnie się na niej i przy odrobinie szczęścia skupi się gdzieś w okolicy Ziemi.